# 70-й стрелковый корпус
70-й стрелковый  корпус — общевойсковое формирование (соединение, стрелковый корпус) РККА Вооружённых Сил СССР.
Условное наименование — войсковая часть полевая почта (в/ч пп) № 83263.
Сокращённое наименование — 70-й ск 

## История формирования
По приказу ставки Верховного Главнокомандующего в июле 1943 года в городе Коломне Московской области было сформировано управление 70-го стрелкового корпуса. Командиром корпуса был временно назначен генерал-майор Иконников.
В первоначальный состав корпуса вошли:
- 70-я стрелковая дивизия
- 160-я стрелковая дивизия

Части корпусного подчинения (на 1 мая 1945 года):
- 974-й отдельный ордена Александра Невского[4] и Красной Звезды[5] батальон связи
- 929-й отдельный сапёрный Осовецкий[6] Краснознаменный[7] ордена Красной Звезды[8]батальон
- 404-я полевая авторемонтная база
- 2869-я военно-почтовая станция

## Участие в боевых действиях
Период вхождения в действующую армию: 24 июля 1943 года —  9 мая 1945 года.
В составе 33-й и 31-й армий Западного фронта 70-й стрелковый корпус осенью 1943 года участвовал в Смоленской наступательной операции, а в январе — апреле 1944 года в составе 10-й армии Западного фронта держал оборону на реке
Проня.
С мая 1944 года и до конца войны корпус воевал в составе 49-й армии 2-го Белорусского фронта, участвовал в Белорусской, Восточно-Прусской, Восточно-Померанской, Берлинской наступательных операциях, в освобождении и захвате городов Могилёв, Таргово (Теервиш), Черск, Берент, Картхауз, Данциг, Шведт, Ангермюнде, Темплин,Фюрстенберг, Гранзе.

## В составе и состав
| Дата       | Фронт                 | Армия                 | Состав (стрелковые формирования)                                             | Другие части | Примечания |
| ---------- | --------------------- | --------------------- | ---------------------------------------------------------------------------- | --- | ---------- |
| 01.08.1943 | Западный фронт        | фронтового подчинения | управление корпуса                                                           | 974-й отдельный батальон связи 880-й отдельный сапёрный батальон 2869-я военно-почтовая станция | —          |
| 01.09.1943 | Западный фронт        | 33-я армия            | 70-я стрелковая дивизия 160-я стрелковая дивизия                             | 974-й отдельный батальон связи 880-й отдельный сапёрный батальон 2869-я военно-почтовая станция | —          |
| 01.10.1943 | Западный фронт        | 33-я армия            | 338-я стрелковая дивизия 371-я стрелковая дивизия                            | 974-й отдельный батальон связи 880-й отдельный сапёрный батальон 2869-я военно-почтовая станция | —          |
| 01.11.1943 | Западный фронт        | 31-я армия            | 58-я стрелковая дивизия 338-я стрелковая дивизия 371-я стрелковая дивизия    | 974-й отдельный батальон связи 880-й отдельный сапёрный батальон 2869-я военно-почтовая станция | —          |
| 01.12.1943 | Западный фронт        | 31-я армия            | 338-я стрелковая дивизия 371-я стрелковая дивизия                            | 974-й отдельный батальон связи 880-й отдельный сапёрный батальон 2869-я военно-почтовая станция | —          |
| 01.01.1944 | Западный фронт        | 10-я армия            | 49-я стрелковая дивизия 139-я стрелковая дивизия 330-я стрелковая дивизия    | 974-й отдельный батальон связи 880-й отдельный сапёрный батальон 2869-я военно-почтовая станция | —          |
| 01.02.1944 | Западный фронт        | 10-я армия            | 49-я стрелковая дивизия 290-я стрелковая дивизия 330-я стрелковая дивизия    | 974-й отдельный батальон связи 880-й отдельный сапёрный батальон 2869-я военно-почтовая станция | —          |
| 01.03.1944 | 1-й Белорусский фронт | 10-я армия            | 49-я стрелковая дивизия 290-я стрелковая дивизия 330-я стрелковая дивизия    | 974-й отдельный батальон связи 880-й отдельный сапёрный батальон 2869-я военно-почтовая станция | —          |
| 01.04.1944 | 1-й Белорусский фронт | 10-я армия            | 49-я стрелковая дивизия 290-я стрелковая дивизия 330-я стрелковая дивизия    | 974-й отдельный батальон связи 880-й отдельный сапёрный батальон 2869-я военно-почтовая станция | —          |
| 01.05.1944 | 2-й Белорусский фронт | 49-я армия            | 49-я стрелковая дивизия 290-я стрелковая дивизия 330-я стрелковая дивизия    | 974-й отдельный батальон связи 929-й отдельный сапёрный батальон 2869-я военно-почтовая станция | —          |
| 01.06.1944 | 2-й Белорусский фронт | 49-я армия            | 49-я стрелковая дивизия 290-я стрелковая дивизия 330-я стрелковая дивизия    | 974-й отдельный батальон связи 929-й отдельный сапёрный батальон 2869-я военно-почтовая станция | —          |
| 01.07.1944 | 2-й Белорусский фронт | 49-я армия            | 64-я стрелковая дивизия 199-я стрелковая дивизия                             | 974-й отдельный батальон связи 929-й отдельный сапёрный батальон 2869-я военно-почтовая станция | —          |
| 01.08.1944 | 2-й Белорусский фронт | 49-я армия            | 199-я стрелковая дивизия 380-я стрелковая дивизия 385-я стрелковая дивизия   | 974-й отдельный батальон связи 929-й отдельный Краснознамённый сапёрный батальон 2869-я военно-почтовая станция | —          |
| 01.09.1944 | 2-й Белорусский фронт | 49-я армия            | 42-я стрелковая дивизия 110-я стрелковая дивизия 139-я стрелковая дивизия    | 974-й отдельный батальон связи 929-й отдельный Осовецкий Краснознамённый сапёрный батальон 2869-я военно-почтовая станция | —          |
| 01.10.1944 | 2-й Белорусский фронт | 49-я армия            | 42-я стрелковая дивизия 139-я стрелковая дивизия 343-я стрелковая дивизия    | 974-й отдельный батальон связи 929-й отдельный Осовецкий Краснознамённый ордена Красной Звезды сапёрный батальон 404-я полевая авторемонтная база 2869-я военно-почтовая станция                                              | —          |
| 01.11.1944 | 2-й Белорусский фронт | 49-я армия            | 139-я стрелковая дивизия 238-я стрелковая дивизия 385-я стрелковая дивизия   | 974-й отдельный батальон связи 929-й отдельный Осовецкий Краснознамённый ордена Красной Звезды сапёрный батальон 404-я полевая авторемонтная база 2869-я военно-почтовая станция                                              | —          |
| 01.12.1944 | 2-й Белорусский фронт | 49-я армия            | 139-я стрелковая дивизия 238-я стрелковая дивизия 385-я стрелковая дивизия   | 974-й отдельный батальон связи 929-й отдельный Осовецкий Краснознамённый ордена Красной Звезды сапёрный батальон 404-я полевая авторемонтная база 2869-я военно-почтовая станция                                              | —          |
| 01.01.1945 | 2-й Белорусский фронт | 49-я армия            | 139-я стрелковая дивизия 238-я стрелковая дивизия 385-я стрелковая дивизия   | 974-й отдельный батальон связи 929-й отдельный Осовецкий Краснознамённый ордена Красной Звезды сапёрный батальон 404-я полевая авторемонтная база 2869-я военно-почтовая станция                                              | —          |
| 01.02.1945 | 2-й Белорусский фронт | 49-я армия            | 139-я стрелковая дивизия 238-я стрелковая дивизия 385-я стрелковая дивизия   | 974-й отдельный батальон связи 929-й отдельный Осовецкий Краснознамённый ордена Красной Звезды сапёрный батальон 404-я полевая авторемонтная база 2869-я военно-почтовая станция                                              | —          |
| 01.03.1945 | 2-й Белорусский фронт | 49-я армия            | 139-я стрелковая дивизия 191-я стрелковая дивизия 238-я стрелковая дивизия   | 974-й отдельный батальон связи 929-й отдельный Осовецкий Краснознамённый ордена Красной Звезды сапёрный батальон 404-я полевая авторемонтная база 2869-я военно-почтовая станция                                              | —          |
| 01.04.1945 | 2-й Белорусский фронт | 49-я армия            | 139-я стрелковая дивизия 238-я стрелковая дивизия 330-я стрелковая дивизия   | 974-й отдельный ордена Александра Невского батальон связи 929-й отдельный Осовецкий Краснознамённый ордена Красной Звезды сапёрный батальон 404-я полевая авторемонтная база 2869-я военно-почтовая станция                   | —          |
| 01.05.1945 | 2-й Белорусский фронт | 49-я армия            | 200-я-я стрелковая дивизия 330-я стрелковая дивизия 385-я стрелковая дивизия | 974-й отдельный орденов Александра Невского и Красной Звезды батальон связи 929-й отдельный Осовецкий Краснознамённый ордена Красной Звезды сапёрный батальон 404-я полевая авторемонтная база 2869-я военно-почтовая станция | —          |

## Благодарности, объявленные личному составу корпуса в Приказах Верховного Главнокомандующего
- За форсирование реки Проня и прорыве обороны противника. 25 июня 1944 года № 117
- За форсирование реки Днепр и за освобождение крупного областного центра Белоруссии города Могилёв — оперативно важного узла обороны немцев на минском направлении, а также за овладение городами Шклов и Быхов. 28 июня 1944 года № 122
- За участие в боях по освобождению городом и крепостью Осовец — мощного укреплённого района обороны немцев на реке Бобр, прикрывающего подступы к границам Восточной Пруссии. 14 августа 1944 года № 166
- За освобождение города и крепости Остроленка — важного опорного пункта обороны немцев на реке Нарев. 6 сентября 1944 года № 184
- За освобождение города и крепости Ломжа — важного опорного пункта обороны немцев на реке Нарев. 13 сентября 1944 года № 186
- За овладение городами Восточной Пруссии Вилленберг, Ортельсбург, Морунген, Заальфельд и Фрайштадт — важными узлами коммуникаций и сильными опорными пунктами обороны немцев. 23 января 1945 года. № 246
- За овладение городом Черск — важным узлом коммуникаций и сильным опорным пунктом обороны немцев в северо-западной части Польши. 21 февраля 1945 года. № 283
- За овладение городами Бытув (Бютов) и Косьцежина (Берент) — важными узлами железных и шоссейных дорог и сильными опорными пунктами обороны немцев на путях к Данцигу. 8 марта 1945 года. № 296
- За овладение важными узлами железных и шоссейных дорог — городами Лауенбург и Картузы (Картхауз). 10 марта 1945 года. № 298
- За овладение городом и крепостью Гданьск (Данциг) — важнейшим портом и первоклассной военно-морской базой немцев на Балтийском море. 30 марта 1945 года. № 319.
- За овладение городами Пренцлау, Ангермюнде — важными опорными пунктами обороны немцев в Западной Померании. 27 апреля 1945 года. № 348
- За овладение городами Эггезин, Торгелов, Пазевальк, Штрасбург, Темплин — важными опорными пунктами обороны немцев в Западной Померании. 28 апреля 1945 года. № 350
- За овладение городами Грайфсвальд, Трептов, Нойштрелитц, Фюрстенберг, Гранзее — важными узлами дорог в северо-западной части Померании и в Мекленбурге. 30 апреля 1945 года. № 352
- За овладение городами Штральзунд, Гриммен, Деммин, Мальхин, Варен, Везенберг — важными узлами дорог и сильными опорными пунктами обороны немцев. 1 мая 1945 года. № 354
- За овладение городами Барт, Бад-Доберан, Нойбуков, Варин, Виттенберге и за соединение на линии Висмар — Виттенберге с союзными нам английскими войсками. 3 мая 1945 года. № 360

## Командование корпуса

### Командиры
- Иконников, Иван Алексеевич (июнь  — август 1943), генерал-майор
- Терентьев, Василий Григорьевич (август 1943 — июль 1945), генерал-майор, с ноября 1944 года генерал-лейтенант

### Начальники штаба
- Иконников, Иван Алексеевич (июнь  — октябрь 1943), генерал-майор
- Коренков, Михаил Иванович (октябрь 1943 — июнь 1944), полковник
- Хохлов, Василий Данилович (июнь 1944 — июль 1944), полковник
- Файдун, Аркадий Максимович (июль 1944 — июль 1945), подполковник, полковник